# Wii Sports
Wii Sports (Wiiスポーツ?, Wī Supōtsu) è una raccolta di videogiochi sportivi prodotta da Nintendo e distribuita insieme alla console Nintendo Wii, facente parte della Serie Wii. La console è dotata di un dispositivo di puntamento wireless chiamato Wiimote, che viene tenuto in mano dal giocatore (senza appoggiarlo su una superficie) e rileva il movimento in tre dimensioni. Il gioco introduce per la prima volta i Mii. Inoltre è disponibile un secondo dispositivo di controllo chiamato Nunchuk, che assomiglia a un nunchaku. Wii Sports è progettato come killer application: le sue caratteristiche sono state scelte appositamente per sfruttare a pieno, e quindi promuovere e pubblicizzare, i nuovi sistemi di controllo introdotti con la console. Con 40,24 milioni di unità vendute, Wii Sports è diventato nel dicembre 2008 il gioco più venduto della storia, superando le vendite di Super Mario Bros., che deteneva il record. Al 30 settembre 2020 , Wii Sports ha venduto oltre 82,90 milioni di copie; è da notare, però, che in una buona percentuale delle copie vendute rientrano quelle incluse nel bundle base di Wii. Ad agosto 2021 Wii Sports resta ancora il quarto videogioco più venduto di sempre, preceduto solo da GTA V, Minecraft e Tetris.
Il 24 luglio 2009 è stato pubblicato un seguito, Wii Sports Resort, mentre il 7 novembre 2013 è stato pubblicato un remake per Wii U, Wii Sports Club.

## Modalità di gioco

### Sport
Appartengono al pacchetto Wii Sports i seguenti giochi:
- Tennis
- Baseball
- Bowling
- Golf
- Pugilato

Ogni sport ha tre allenamenti per migliorare le proprie capacità.

#### Tennis (1-4)

Screenshot di tennis con 2 giocatori contro due.

Simulatore del gioco del tennis nel quale il giocatore controlla la racchetta mediante il Telecomando Wii. Si possono compiere movimenti come dritti, rovesci, smorzate, pallonetti, e via dicendo. È supportata la modalità a più giocatori: fino a quattro giocatori possono giocare in uno stesso incontro e le squadre sono a scelta. A prescindere dal numero di persone che giocano, le partite saranno sempre dei doppi (4 giocatori in campo) e ogni giocatore può impersonare da 0 fino a tutte e 4 le persone in campo.
Se si inizia una partita solo con Mii gestiti dal Wii, allora durante la partita sarà possibile comandare la telecamera passando dalla classica a una mobile intorno al campo, potendo anche alzare e abbassare la camera (il target non è controllabile e verrà sempre inquadrata la pallina). I punti esperienza sono dati in base alle partite contro i Mii gestiti dal Wii e dalle proprie performance.

#### Baseball (1-2)
Simulatore del gioco del baseball nel quale il giocatore muove il Telecomando Wii come se fosse una mazza o un guantone. Il gioco risulta piuttosto difficile, perché a causa del controllo del personaggio presente solo durante l'esecuzione del lancio e della battuta, non c'è la possibilità di organizzare una propria strategia di gioco e il tutto si basa sulla capacità di esecuzione della battuta nei vari casi di lancio. Uniche opzioni previste dalla struttura di gioco sono le 4 tipologie di lancio: il lancio curvo, lo split (lancio basso), lo slider (o palla ad effetto) e la palla veloce; le diverse tipologie si possono usare per cogliere alla sprovvista i propri avversari. La modalità a 2 giocatori è supportata lasciando lo schermo al battitore, mentre il lanciatore deve effettuare il movimento senza però avere una prospettiva posteriore del proprio personaggio. L'unica visuale posteriore che ha il lanciatore si può trovare sul megaschermo dello stadio, ma è comunque troppo piccolo per poter essere utilizzato dal giocatore. Queste visuali però si verificano solo ed esclusivamente nella modalità a 2 giocatori, mentre il gioco singolo permette la visuale posteriore sia durante il lancio, sia durante la battuta.

#### Bowling (1-4)
Simulatore del gioco del bowling nel quale tenendo il Telecomando Wii come se fosse una palla si simulerà il movimento del lancio. Prima dell'esecuzione del movimento il giocatore può decidere l'inclinazione sulla pista del proprio lancio e anche la posizione iniziale del proprio Mii, dopo aver eseguito il lancio invece si può determinare l'effetto impresso alla palla da Bowling inclinando il Telecomando Wii verso la direzione che si vuole far prendere all'effetto. Effettuando una partita a più giocatori, si potrà rispettare il turno di scelta del telecomando come accade in una reale partita di Bowling. Permette di giocare fino a 4 giocatori, e ciò risulta essere a turni.

#### Golf (1-4)
Simulatore del gioco del golf nel quale il giocatore tiene il Wii Remote come se fosse l'impugnatura della mazza, eseguendo il movimento corrispondente per colpire la pallina. Oltre alla consueta scelta delle mazze il controllo del Wii Remote permette anche di imprimere alla pallina un effetto desiderato. Senza riuscire ovviamente a riprodurre alla perfezione l'esecuzione del colpo è, comunque sia, il più sensibile tra i giochi che vengono presentati in Wii Sports, infatti un movimento impercettibile del controller può determinare la riuscita o il fallimento del colpo eseguito.
Ci sono 4 modalità di gioco per un totale di 9 buche. 3 buche per ogni livello di difficoltà e una modalità a 9 buche che permette al giocatore di giocare tutte le buche dei tre livelli di difficoltà assieme.

#### Pugilato (1-2)
Simulatore della boxe nel quale il giocatore gestisce il proprio Mii utilizzando il Wii Remote nella mano destra e il nunchuk nella sinistra e li muove come se stesse combattendo con dei veri guantoni da Boxe. L'utilizzo dei due controller comunque non si basa semplicemente sull'esecuzione del colpo, ma anche sulla posizione del proprio personaggio sul ring; inclinando infatti entrambi i controller si può ottenere lo spostamento del personaggio verso destra o verso sinistra e anche l'allargamento stesso dei guantoni. Inoltre la posizione dei due controller permette anche l'eventuale parata di un colpo proveniente dall'avversario. È supportata la modalità a due giocatori nella quale ogni giocatore gestisce il proprio Mii e in cui lo schermo è splittato in due parti tramite una linea di demarcazione verticale al centro dello schermo. È l'unico dei giochi che necessita del Nunchuk.

### Test fisico
Ogni giorno un giocatore potrà controllare la propria età fisica. Wii Sport sottopone i giocatori a 3 test simili o uguali a quelli che si trovano nella modalità "allenamento". Al termine dei test il giocatore riceverà il responso della nostra età fisica che può variare nei valori tra gli 80 e i 20 anni. Oltre al valore numerico ci saranno due grafici: il primo è grafico a triangolo che indica tre valori: Equilibrio, Resistenza e Velocità; l'altro mostrerà i miglioramenti nel tempo, visibili fino ai due mesi precedenti all'ultimo test fisico. Ogni giorno è possibile fare un solo test per Mii, e se durante il test si esce dal programma o si spegne la console non sarà possibile rifare il test.

### Allenamento
La modalità allenamento permette di misurare le proprie abilità base. In ognuno di questi 5 sport esistono 3 prove d'allenamento ad esso relative. Al termine della prova specifica, il giocatore potrà verificare le proprie performance, e se ha vinto una medaglia potrà anche vedere questo messaggio nella bacheca Wii nel menù Wii. Le medaglie sono di quattro tipi: bronzo, argento, oro e platino.

### Livello abilità
Dopo ogni partita in uno specifico sport, ci sarà un grafico che mostrerà l'andamento attuale dei Mii che hanno partecipato, e questo andamento verrà visualizzato sotto forma di barra che salirà o scenderà a seconda dei punti Abilità attuali, che verranno registrati a seconda delle performance. Se un Mii supera la soglia dei 1000 Punti Abilità, otterrà lo Status PRO, (ottenendo lo Status PRO racchette, mazze e altri oggetti sportivi verranno particolarizzati) ma se scende sotto quella soglia, lo perderà. Si possono vedere i messaggi nella bacheca Wii per vedere i giorni in cui un Mii ha ottenuto o perso lo Status PRO.

## Accoglienza
| Testata                            | Giudizio |
| ---------------------------------- | -------- |
| GameRankings (media al 09-12-2019) | 76,28%   |
| Metacritic (media al 19-03-2020)   | 76/100   |
| 1UP.com                            | C+       |
| Eurogamer                          | 8/10     |
| Game Informer                      | 6,5/10   |
| GamePro                            | 8,5/10   |
| IGN                                | 7,5/10   |
| Official Nintendo Magazine         | 90%      |
| Computer and Video Games           | 7/10     |
| HonestGamers                       | 4/10     |

Wii Sports è stato ben accolto da parte dalla critica. Infatti quasi tutte le aziende hanno assegnato un voto uguale o superiore alla sufficienza, spesso considerandolo un semplice ma ottimo modo per presentare le potenzialità e lo stile dell'allora nuova console Wii. Uno dei pochi siti che ha dato un voto insufficiente è stato HonestGamers che ha assegnato 4 su 10.
In poco tempo ha superato le vendite di tutti gli altri giochi Wii e al 2021 è il quarto videogioco più venduto di tutti i tempi, ma la cifra tiene conto delle copie allegate al Wii stesso.

### Premi
Il videogioco ha vinto i premi BAFTA 2007 nelle categorie Sport, Multiplayer, Casual and Social, Gameplay e Innovation.